# Marta Carrasco i Llovet
Marta Carrasco (Barcelona, 26 de juny de 1963) és una ballarina, creadora escènica, i coreògrafa catalana de dansa contemporània, concretament de Dansa-teatre.

## Biografia
Va néixer el 1963 a Barcelona, Després d'estudiar piano i dansa contemporània i clàssica va viatjar fins a París, Nova York o Barcelona per ampliar estudis. És neta de Manuel Carrasco i Formiguera.

## Carrera artística
Va iniciar la seva activitat professional amb la companyia "Mudances" d'Àngels Margarit, i posteriorment amb la companyia "Metros" de Ramon Oller. A partir de l'any 1995 inicià la seva activitat com a solista en les quals ha interpretat diferents espectacles. Com a professora de dansa ha tingut entre d'altres a l'avui -(2019)- també ballarina i coreògrafa Aixa Guerra.
Ha participat en diversos festivals d'arreu d'Europa i Nord-amèrica, destacant la clausura del Festival Internacional de Teatro Latino de Los Angeles (FITLA) al teatre REDCAT que pertany al California Institute of Arts el desembre de 2005.
El 2005 li fou concedit el Premi Nacional de Dansa, categoria dels Premis Nacionals de Cultura impulsats per la Generalitat de Catalunya, per la seva trejectòria com a intèrpret i creadora de dansa.
Al llarg de la seva trajectòria ha rebut diversos guardons als Premis Butaca: 1995 (per Blanc d'Ombra), 2001 (per Mira'm), 2006 (per J'arrive...!), 2010 (per Dies Irae).
També ha rebut diverses nominacions i guardons als Premis MAX:
- 2013: Finalista a Millor coreografia, per No sé si... (16a ed. dels premis)
- 2013: Finalista a Millor interpretació femenina de dansa, per No sé si... (16a ed. dels premis)
- 2013: Finalista a Millor espectacle de dansa, per No sé si... (16a ed. dels premis)
- 2011: Finalista a Millor espectacle de dansa, per Dies Irae (14a ed. dels premis)
- 2007: Finalista a Millor coreografia, per J'arrive...! (10a ed. dels premis)
- 2007: Finalista a Millor interpretació femenina de dansa, per J'arrive...! (10a ed. dels premis)
- 2007: Finalista a Millor espectacle de dansa, per J'arrive...! (10a ed. dels premis)
- 2006: Millor coreografia, per Ga-Gà (9a ed. dels premis)
- 2006: Millor espectacle de dansa, per Ga-Gà (9a ed. dels premis)
- 2005: Finalista a Millor interpretació femenina de dansa, per Eterno? Això sí que no! (8a ed. dels premis)
- 2003: Millor coreografia, per Aiguardent (6a ed. dels premis)
- 2003: Millor interpretació femenina de dansa, per Aiguardent (6a ed. dels premis)

## Espectacles
- 2013: B.FLOWERS[4][5]
- 2011: No sé si.[6]
- 2009: Dies Irae; en el Rèquiem de Mozart[7]
- 2008: Bin & Go
- 2006: J'arrive...!
- 2005: Ga-Gà[8]
- 2003: Eterno? Això sí que no![9]
- 2000: Mira'm (Se dicen tantas cosas)
- 1998: Blanc d'ombra (Recordant Camille Claudel)
- 1995: Aiguardent[10]